# قار برفی
قار برفی یا حواصیل برفی (به انگلیسی: Snowy Egret؛ نام علمی: Egretta thula) گونه‌ای حواصیل کوچک و سفیدرنگ است که همتای آمریکایی و بسیار شبیه قار کوچک در جهان قدیم به شمار می‌آید.

## مشخصات
پرندگان بالغ معمولاً ۶۱ سانتی‌متر قد و ۳۷۵ گرم وزن داشته و دارای نوکی سیاه و کوچک، پاهایی بلند و سیاه‌رنگ و پنجه‌هایی زردرنگ می‌باشند. بخش بالایی منقار پرنده در نزدیکی چشم‌ها نیز زردرنگ می‌باشد گه در فصل جفت‌گیری و پس از پدیدار شدن پرهای پشتی زینتی او به رنگ قرمز درمی‌آید. پرندهٔ جوان نیز به بزرگترها شبیه است با این تفاوت که انتهای منقارش کم‌رنگتر بوده و خطی زرد یا سبز در پشت پاهایش دارد که تا به پایین آنها کشیده شده است.

## زیستگاه و تولید مثل
زیستگاه و محل تولیدمثل قارهای برفی تالاب‌های درون مرزی و ساحلی آمریکاست که از پایین دریاچه‌های بزرگ تا قسمت‌های جنوب غربی ایالات متحده تا آمریکای جنوبی امتداد داشته و نواحی شرقی آمریکای شمالی از سواحل اقیانوس اطلس و خلیج مین تا تگزاس و در نواحی داخلی نیز کرانهٔ رودها و دریاچه‌های مهم را شامل می‌شود. این پرندگان اغلب به صورت کلونی و در کنار دیگر پرندگان آبزی اقدام به آشیانه‌سازی بر روی درختان و درختچه‌ها می‌نمایند و بستری از شاخه‌ها، سرشاخه‌ها و نی، لانه آنها را تشکیل می‌دهد. پرندهٔ ماده پس از جفتگیری سه تا چهار تخم بیضی شکل به رنگ آبی متمایل به سبز می‌گذارد و هر دو پرندهٔ نر و ماده اقدام به نشستن و گرم نگه‌داشتن تخم‌ها تا تولد جوجه‌ها می‌نمایند.

## تغذیه
قارهای برفی از ماهیها، سخت پوستان و حشرات تغذیه می‌کنند.

## وضعیت بقا
زمانی از پرهای زینتی و زیبای این پرنده برای تزئین کلاه‌های بانوان استفاده می‌شد و همین امر موجب شکار بی‌رویه و در خطر انقراض قرار گرفتن قار برفی شده بود. اما پس از تصویب قانون حفاظت از پرندگان مهاجر در ایالات متحده، جمعیت این پرندگان بار دیگر رو به گسترش گذاشته است.

## نگارخانه

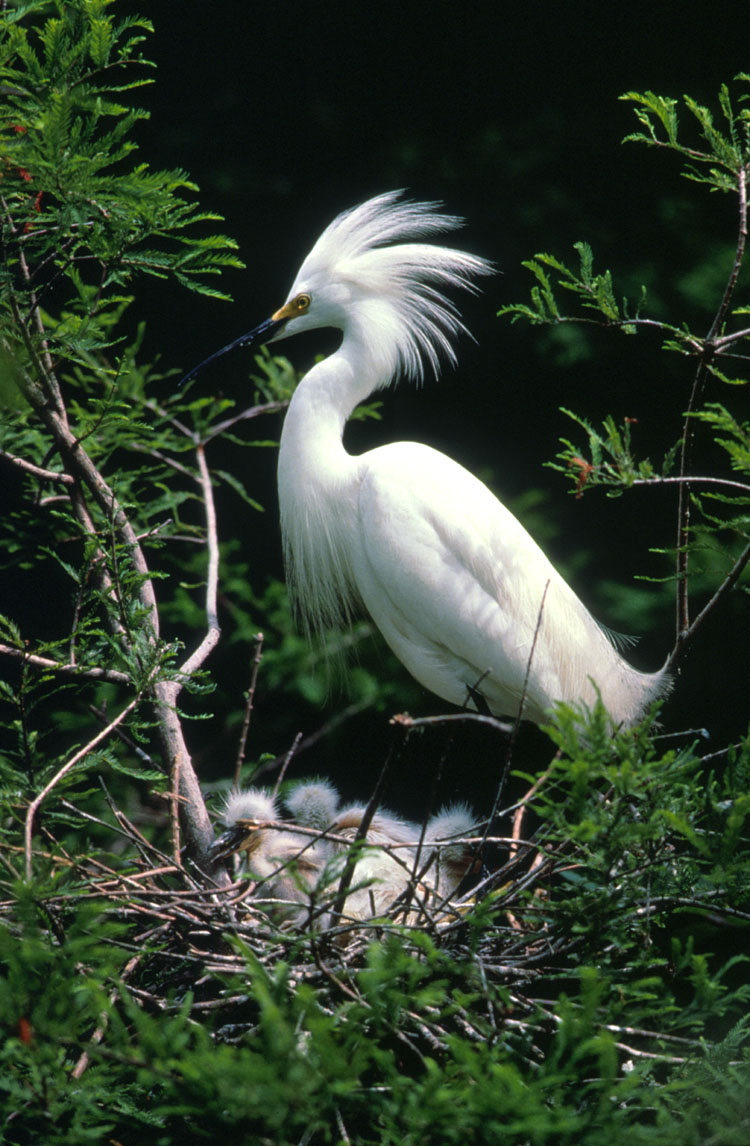
قار برفی در لانه و در کنار جوجه‌هایش
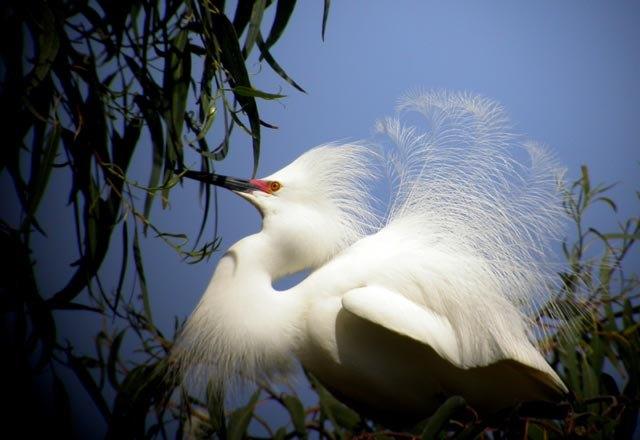
قار برفی به هنگام جفت‌گیری
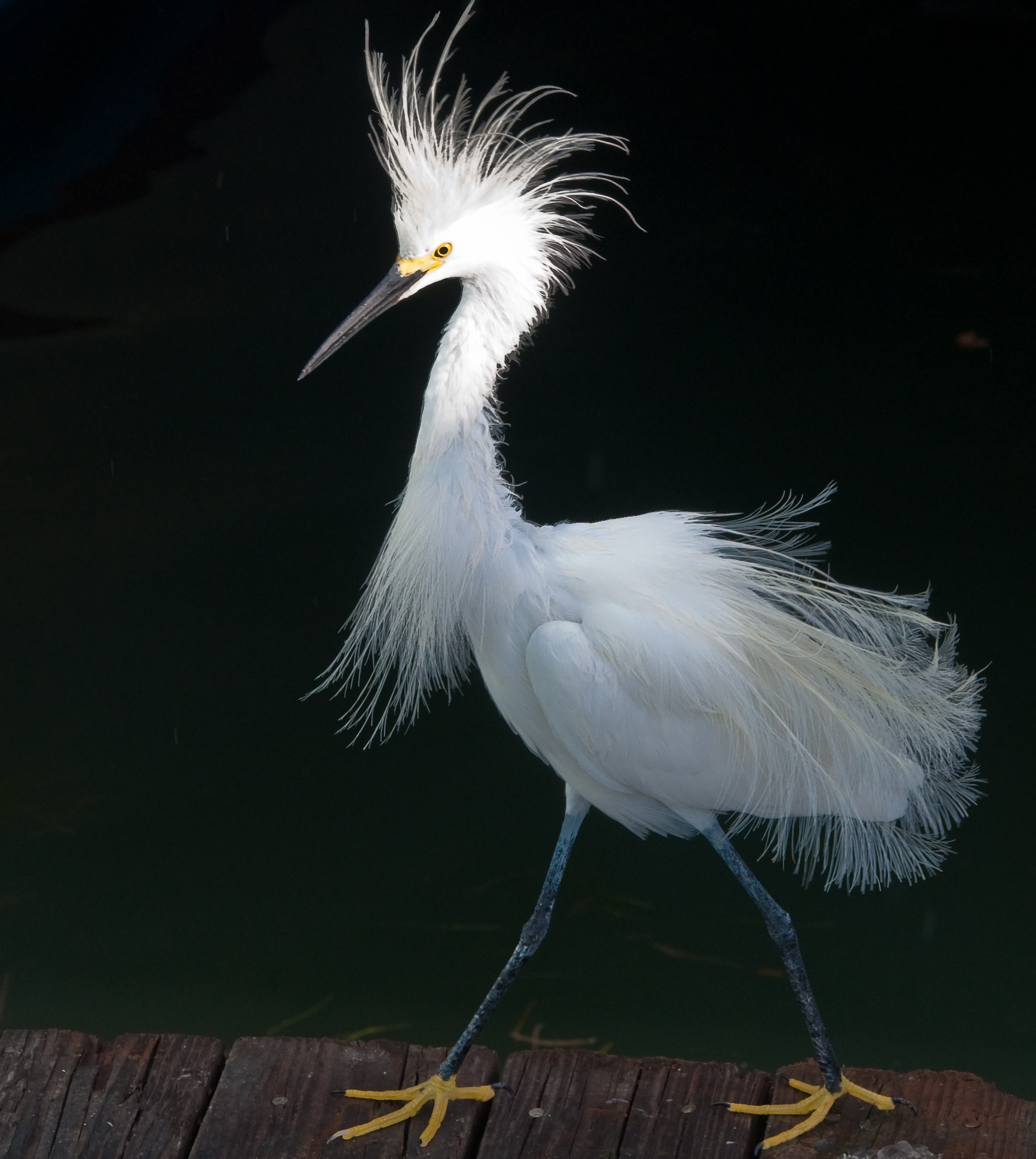
نمایش پرهای زینتی پرنده
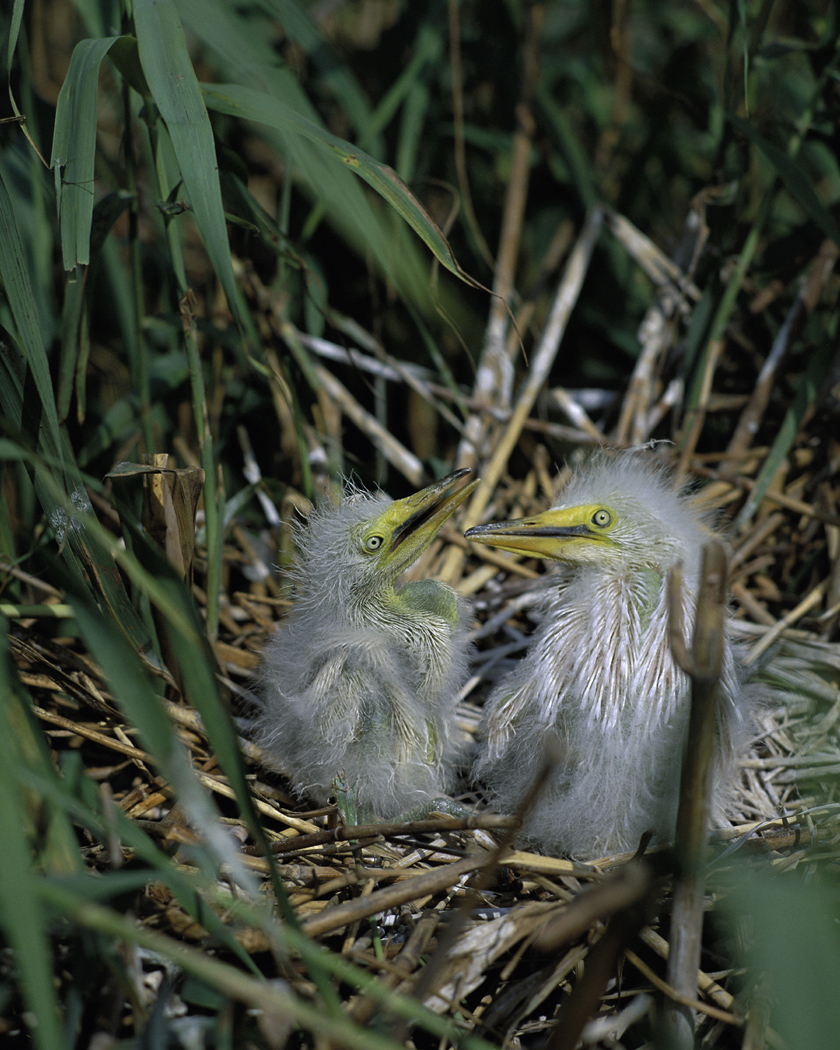
جوجه‌های پرنده
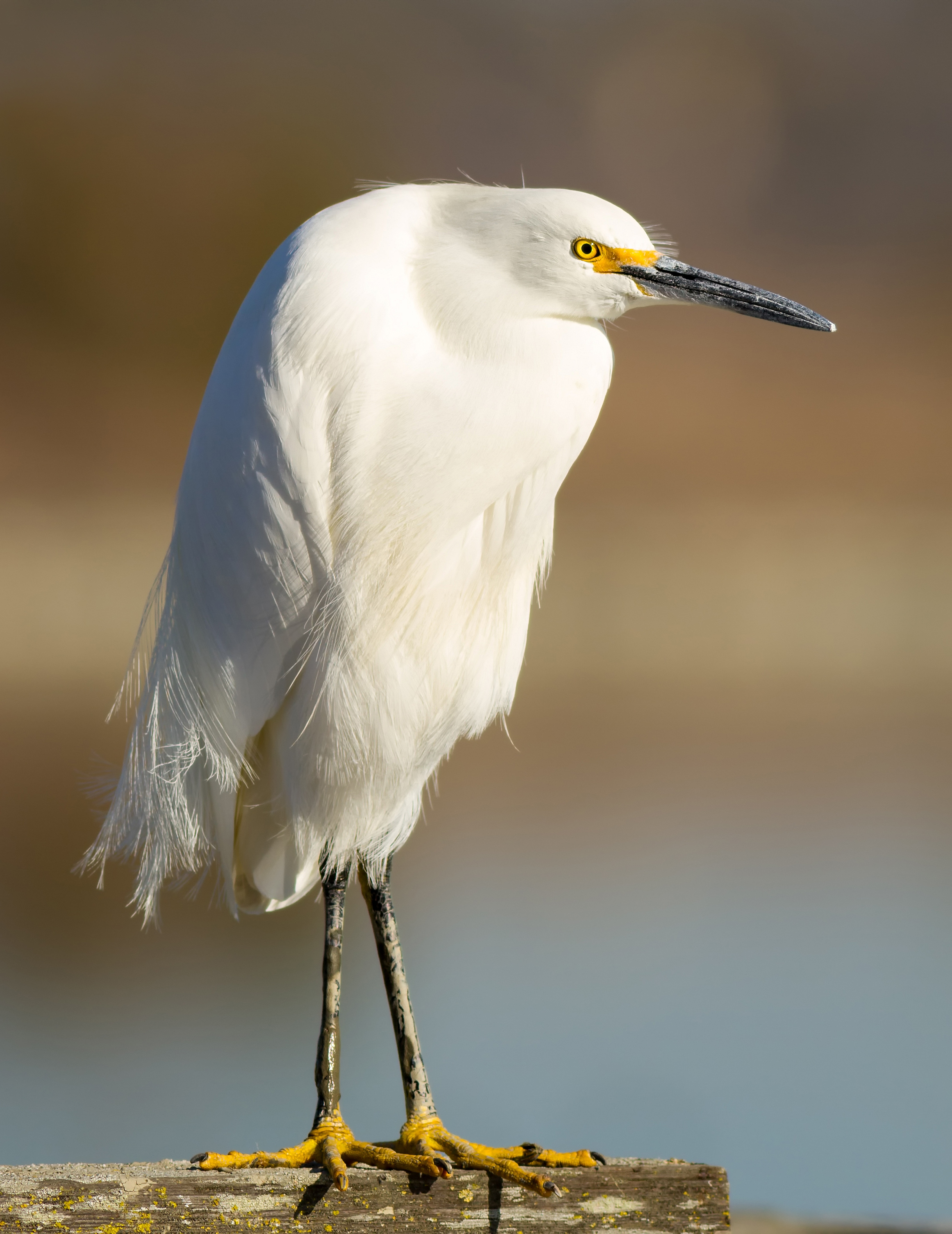
قار برفی